# 肽聚糖
肽聚糖（Peptidoglycan，PGN）存在於真細菌中細胞壁中，又称为黏肽(mucopeptide) 或胞壁质(murein)。肽聚糖的骨架是由兩种糖衍生物：N-乙酰葡糖胺（GlcNAc）和N-乙酰胞壁酸（MurNAc）交替相連而形成的多糖鏈，這些鏈相互交聯形成肽聚糖（如圖1）。從每個N-乙酰胞壁酸引出一條寡肽鏈，與相鄰多糖鏈上的N-乙酰胞壁酸相連（如圖2），使兩條平行的糖鏈橫向相連構成網絡，這樣構成了整個細菌表面的細胞壁（如圖3）。
一個細菌只被一個胞壁質分子所包圍。胞壁質也可以由幾層由多肽相互交聯的網絡組成。尤其革蘭氏陽性菌的胞壁質具有很多層。並不是所有細菌都具有相同的胞壁質，它們在肽鏈的氨基酸組成上會有不同，但糖鏈骨架總是一樣的。革蘭氏陽性菌的組成區別更大一些。
這層胞壁質的殼可以幫助細菌的細胞質抵抗滲透壓。如果胞壁質被溶菌酶等物質溶解，細菌將會破裂。在細菌生長時，胞壁質網需要增長，在其中就會形成較大的漏洞。胞壁質的結構單元由細胞質合成後輸出。在細胞膜外的薄壁質網中的糖鏈和多肽鏈被特殊的水解酶局部斷開，再由特殊的酶在其中插入從細胞新輸出的結構單元。這個過程需要不同的酶精確協作。如果這種協作被破壞，則胞壁斷裂后不能癒合，造成細菌破裂。某些抗生素就是通過這個機制殺菌的。

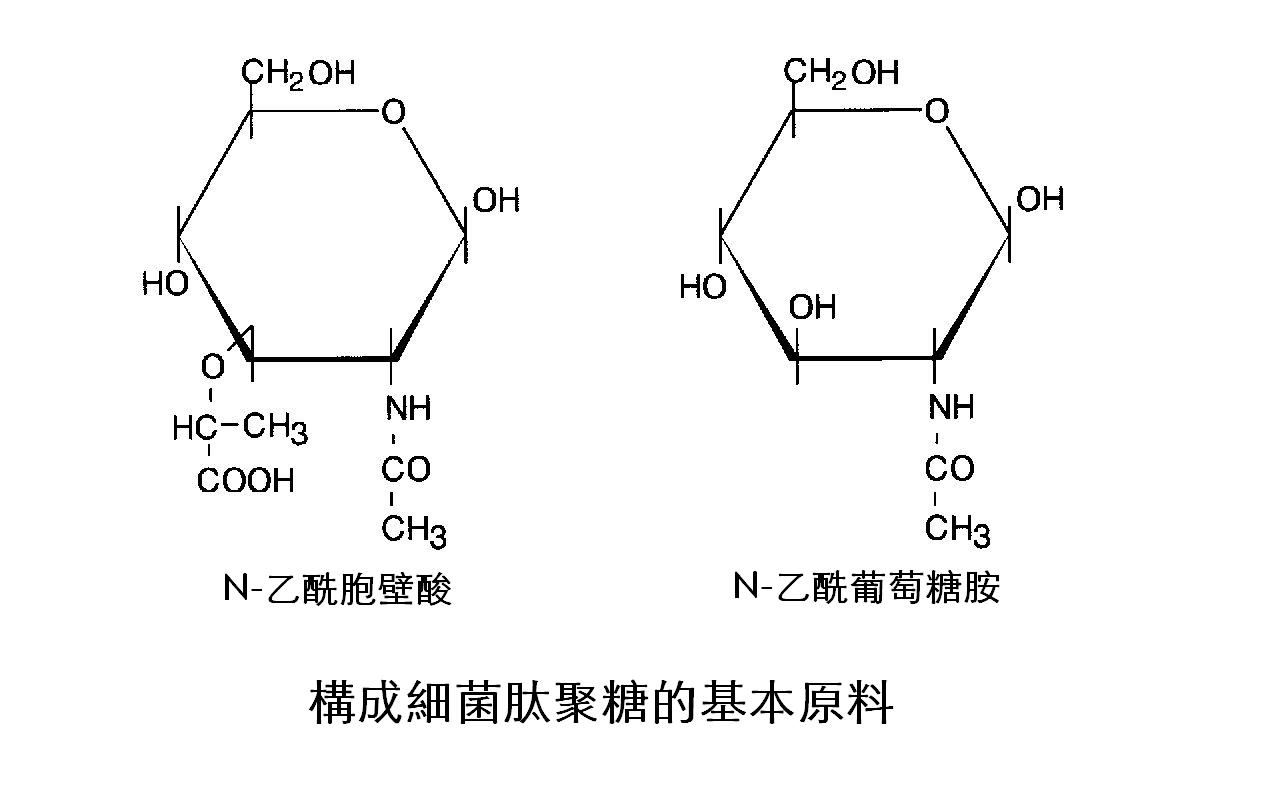
圖1：N-乙酰胞壁酸和N-乙酰葡萄糖胺的結構式
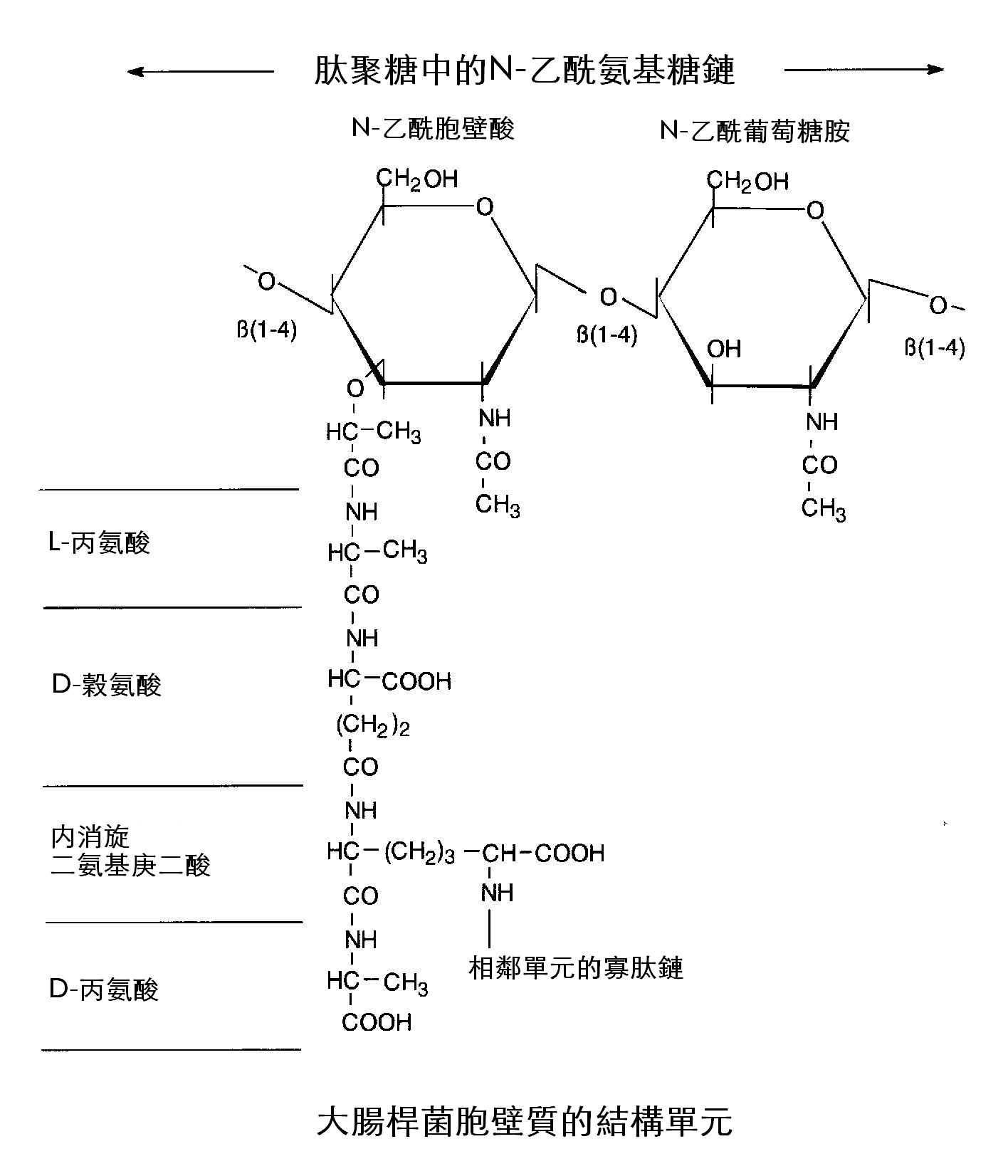
圖2：大腸桿菌胞壁質的結構單元
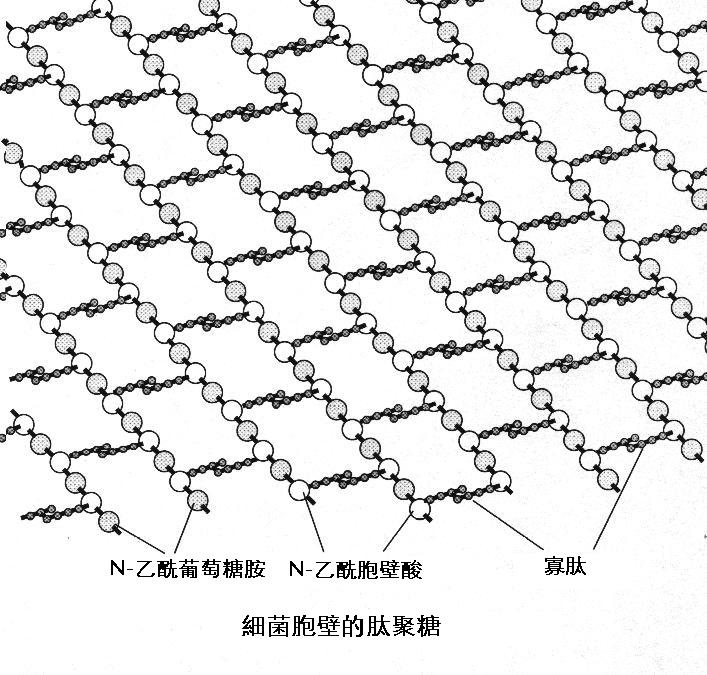
圖3：細菌肽聚糖的示意圖

## 外部連結
- Diagrammatic representation of peptidoglycan structures. （页面存档备份，存于）
- Structure of MurNAc 6-Phosphate Hydrolase (MurQ) from Haemophilus influenzae with a Bound Inhibitor. （页面存档备份，存于）